# Корнеллский университет
Корне́ллский университе́т (англ. Cornell University, сокращённо Корне́лл) — один из крупнейших и известнейших университетов США, входит в Лигу плюща.
Кампус данного университета находится в Итаке, штат Нью-Йорк (США). Университет был основан в 1865 году Эзрой Корнеллом, бизнесменом и одним из создателей телеграфной индустрии, а также Эндрю Уайтом, известным учёным и политиком. Университет является частным, но спонсируется и штатом Нью-Йорк. Университет состоит из семи колледжей, рассчитанных на бакалавриат, и семи отделений постдипломного образования (graduate schools: медицинский, ветеринарный факультеты, инженерный факультет, ориентированный на магистратуру, и так далее), находящихся в его основном кампусе. В каждом колледже свои собственные требования к абитуриентам и самостоятельные учебные программы. Университету также принадлежат два медицинских кампуса, один из них в Нью-Йорке, а второй в Education city («Городе образования»), находящемся в Катаре.
С самого основания принципами университета были: светский характер образования, допуск к образованию людей обоих полов, вне зависимости от их религиозных убеждений или расы. В настоящее время Корнелл насчитывает более чем 245 000 ныне живущих выпускников. За историю существования этого учебного заведения через него прошли 31 лауреат стипендии Маршалла, 28 лауреатов стипендии Родса, 41 лауреат Нобелевской премии. В данный момент проходят обучение 14000 студентов, 7000 учащихся постдипломных программ (магистратуры, докторантуры) из 50 штатов и 122 стран мира.
Специальность «Инженерная физика» (Engineering Physics) — одна из лучших образовательных программ университета, издание U.S. News & World Report неоднократно присуждало ей 1-е место в рейтинге инженерных программ со степенью бакалавра, в 2010 году — 3-е место.

## История
Корнеллский университет был основан 27 апреля 1865 года, благодаря законопроекту Сената штата Нью-Йорк о предоставлении земли штата для нужд высших образовательных учреждений. Сенатор Эзра Корнелл предложил свою ферму в Итаке и $500 000 личных средств в качестве первоначального целевого фонда. Его инициативу поддержал другой сенатор, неплохо разбиравшийся в науке, по имени Эндрю Уайт, он и стал первым президентом формирующегося учебного заведения. В течение следующих трёх лет Уайт следил за строительством двух первых зданий и проехал по всему миру, чтобы привлечь студентов и преподавателей. Университет был открыт 7 октября 1868 года, и 412 студентов были зачислены уже на следующий день.
Скоро Корнелл стал символом научных инноваций, применяющих свои исследования не только на уровне теории, но и во вполне практической области, на территории собственного студенческого городка. Например, он стал одним из первых университетов, использующих электрическое освещение. Для того чтобы охватить им всю территорию кампуса, в 1883 году была запущена динамо-машина. Уже самые ранние выпуски Корнелла отличались активностью и сплочённостью. Здесь появился один из первых в стране Совет Попечителей, который управлялся выпускниками, неравнодушными к судьбе альма-матер.
Особенно интенсивный рост Корнелла наблюдался с началом Второй мировой войны, когда количество студентов подошло к текущему значению, примерно 20 000 человек. Естественно, такую армию студентов нужно было кому-то учить, поэтому к тому времени вырос количественно и профессорско-преподавательский состав, который стал насчитывать 3400 человек. Увеличился и спектр предлагаемых образовательных программ, хотя до сегодняшнего показателя в 4000 различных образовательных курсов тогда было ещё далеко.
Однако внимание к этому учебному заведению привлекалось не только высоким качеством образования, но и событиями, принимавшими драматический оборот. Так, в апреле 1969 года студенты, имеющие афроамериканское происхождение, захватили один из кампусов университета в знак протеста против бытовавшего, по их мнению, в учреждении расизма. В результате этой акции был отправлен в отставку президент Корнелла Джеймс Перкинс, и подверглась реконструкции вся система управления этим учреждением.
С 2000 года Корнелл активизировал свою деятельность на мировой арене, запустив несколько международных программ. В 2004 году университет открыл медицинский колледж в Катаре, ставший первой американской медицинской школой за пределами США. Кроме того, продолжается налаживание связей и обмен передовым опытом с основными научно-исследовательскими институтами Индии, Сингапура и Китайской Народной Республики. Корнелл с его высоким международным статусом именует себя «первым транснациональным университетом». В 2004 году, 9 марта, официальные лица от Корнелла и Стэнфорда заложили первый камень на строительстве нового международного центра, расположенного на израильско-иорданской границе.

## Учебные программы
По состоянию на 2020 год Корнеллский университет осуществляет обучение по следующим специальностям бакалавриата (т. н. majors.
- Африканистика
- Сельскохозяйственные науки
- Американистика
- Зоология
- Антропология
- Прикладная экономика и управление
- Археология
- Архитектура
- Азиатистика
- Астрономия
- Наука об атмосфере
- Биологическая инженерия
- Биология
- Биология и общество
- Биомедицинская инженерия
- Биометрия и статистика
- Химическая инженерия
- Химия и химическая биология
- Китаеведение и изучение стран Азиатско-Тихоокеанского региона
- Гражданское строительство
- Антиковедение
- Исследовательская программа колледжа (индивидуальная программа междисциплинарного характера для особо выдающихся студентов)
- Связь
- Сравнительная литература
- Информатика
- Дизайн и анализ окружающей среды
- Социология развития
- Науки о Земле и атмосфере
- Экономика
- Электротехника и вычислительная техника
- Прикладная физика
- Английский язык и литература
- Энтомология
- Окружающая среда и устойчивое развитие
- Энвироника (прикладная экология)
- Феминистские, гендерные и сексуальные исследования
- Текстиль и дизайн одежды
- Изящные искусства
- Наука о пище
- Французский язык и литература
- Немецкий язык и литература
- Глобальное и общественное здравоохранение
- Государственное управление
- История
- История архитектуры (только для студентов по обмену)
- История искусства
- Управление гостиницей
- Человеческая биология, здоровье и общество
- Развитие человеческого потенциала
- Искусства и науки (индивидуальная программа)
- Инженерия (индивидуальная программа)
- Производственные и трудовые отношения
- Наука об информации
- Информационная наука, системы и технология
- Междисциплинарные исследования
- Международное сельское хозяйство и развитие сельских районов
- Итальянский язык и литература
- Ландшафтная архитектура
- Лингвистика
- Материаловедение и инженерия
- Математика
- Машиностроение
- Музыка
- Изучение Ближнего Востока
- Наука о питании
- Исследование операций и инженерия
- Исполнительское искусство и медиаискусство
- Философия
- Физика
- Ботаника
- Политический анализ и управление
- Психология
- Религиоведение
- Антропология технологий
- Социология
- Испанский язык и литература
- Статистика
- Урбанистика и региональное планирование
- Виноградарство и виноделие

В Корнеллском университете также существуют программы высшего образования т. н. second entry degree, приём к обучению по которым возможен только при наличии диплома о высшем образовании по какой-либо другой специальности. К их числу относятся, в частности, программы высшего юридического (J.D. degree program) и медицинского (M.D. degree program) образования. Корнеллский университет также осуществляет обучение по специальностям магистратуры, аспирантуры и докторантуры.

## Дополнительное военное образование
Студенты Корнеллского университета, являющиеся гражданами США, в период обучения в бакалавриате имеют возможность также пройти курсы подготовки офицеров резерва (ROTC). В университете действуют три обособленных учебных подразделения, готовящие офицеров, соответственно, для нужд Армии США (Army ROTC), Военно-морских сил США и Корпуса морской пехоты США (Naval ROTC), для Военно-воздушных сил США (Air Force ROTC).

## Кампусы университета

### Кампус в Итаке
Главный кампус Корнеллского университета находится на территории штата Нью-Йорк, на Восточном Холме города Итака. На момент основания университет располагал территорией в 0,85 км², выделенной для его нужд, на ферме Эзры Корнелла. Однако с течением времени данному учреждению стало тесно в столь камерных масштабах, поэтому сейчас территория кампуса в Итаке составляет примерно 3 км², охватывая холм, на котором строились первые здания, и немалую часть его окрестностей. Всего на этих трёх квадратных километрах расположено около 260 университетских зданий, разделённых между Центральным и Северным кампусами на вершине холма, Западным кампусом на склоне и Колледжтауном, к югу от Центрального кампуса. Центральный кампус располагает лабораториями, спортивными площадками, музеями, также именно на его территории базируются административные здания и почти все университетские здания с учебными аудиториями. Единственным жилым зданием на территории центрального кампуса остаётся Общежитие Юридической школы Корнелла. На территории северного кампуса находятся общежития первокурсников и аспирантов, специальные аудитории (студии, мастерские и т. п.), дома 25 братских организаций и здание сестринского студенческого объединения. В Колледжтауне находится два элитных общежития гостиничного типа и Центр Театрального Искусства Шварца. По соседству стоят местные многоквартирные дома, предприятия общепита и офисы коммерческих организаций.
Главный кампус примечателен беспорядочной планировкой и эклектичной архитектурной направленностью, среди зданий этого кампуса можно встретить построенные в готическом стиле, викторианском и неоклассическом стиле, а также в меньшем числе здания в интернациональном стиле, и в стиле архитектурного модернизма. Наиболее примечательные и выразительные с точки зрения архитектуры и убранства здания были построены до Второй мировой войны. Поскольку количество студентов с 1950 до 1970 года увеличилось более чем вдвое, с 7000 до 15 000, красотой и грандиозностью пренебрегли в пользу менее дорогих и быстро возводимых зданий. На территории университета можно увидеть как здания аккуратно выстроенные, с традиционным просторным четырёхугольным двором, так и здания, стоящие плотно, кучкой, без всякой гармонии. Все эти особенности стали следствием многочисленных и регулярно меняющихся генеральных архитектурных планов университетского городка.
Автором одного из самых первых архитектурных планов был Фредерик Олмстед, известный тем, что спроектировал Центральный Парк Нью-Йорка. Он предлагал строительство «Великой Террасы» — живописного парка, который должен был протянуться на расстояние около двух километров к озеру Кэйюгэ. Осуществись этот план, возможно, эта «Терраса» стала бы архитектурной жемчужиной Корнелла, такой, каким является Центральный Парк для Манхеттена, но данный план был отвергнут администрацией в пользу других проектов. Тем не менее, и без «Великой Террасы» на территории университета находится немало примечательных мест, среди которых несколько зданий, включённых в Национальный реестр исторических мест США.
Кампус в Итаке располагается в долине Пальчиковых озёр, на Восточном Холме, оттуда открывается потрясающий вид на окрестности, в том числе на озеро Кэйюге, длина которого более 60 километров. Реки двух каньонов — Фолл-Крик-Джордж и Каскадилла-Дордж, находящиеся на границе Центрального Кампуса, — являются популярными местами для купания, особенно в летний период. Также университету принадлежат Корнеллские Плантации, с ботаническим садом, в котором цветут цветы, растёт много деревьев и блестят озёра, к которым студенты проложили ухоженные тропинки.
Не забывает Корнеллский университет и о проблемах окружающей среды, стремясь снизить до минимально возможного уровня отрицательное воздействие на неё. В 2009 году новая система газового отопления позволила полностью отказаться от использования угольной котельной, что привело к сокращению выброса углерода в атмосферу на 7 % по сравнению с уровнем 1990 года, и уменьшить выделение углекислого газа на 75 000 тонн в год. Возможности газовой электростанции удовлетворяют на 15 % потребность кампуса в электричестве и, в перспективе, университетская ГЭС на реке в каньоне Фолл-Крик-Джордж обеспечит ещё 2 %. Также наград заслужила проектируемая университетская система кондиционирования, которая позволит экономить до 80 % электроэнергии, по сравнению с традиционной. В 2007 году Корнелл основал Центр экологически устойчивого будущего. Университет получил оценку «A-» от комиссии, оценивающей университетские инициативы в области экологии и защиты окружающей среды, что бесспорно является знаком признания качества работы ВУЗа в этом направлении.

### Кампусы в Нью-Йорке
В городе Нью-Йорк располагается медицинский кампус Корнеллского университета, также называемый Вейл Корнелл; он находится в районе Верхний Ист-Сайд, на острове Манхеттен. Этот кампус имеет также два подразделения: это Медицинский колледж Вейл Корнелл и Медицинская аспирантура Вейл Корнелл, кроме того, под руководством университета с 1927 года находится Нью-Йоркская пресвитерианская больница.
В скором времени, в черте города Нью-Йорк, помимо Медицинского кампуса, Корнелл возведёт другой, на этот раз Технический Кампус: 19 декабря 2011 года Корнеллский университет совместно с Израильским Технологическим Институтом выиграли конкурс на строительство в Нью-Йорке Технического кампуса университета. Конкурс на это право был устроен мэром города, Майклом Блумбергом, чтобы привлечь предпринимателей и инвесторов в высокотехнологичный сектор экономики города. Победу этой совместной заявке обеспечило то, что, согласно проекту, стороны возведут передовой во всех отношениях кампус для студентов и аспирантов инженерно-технических специальностей на острове Рузвельта, площадь кампуса будет составлять примерно в 195 000 м². Сейчас над проектом первого здания работает архитектор Том Мейн, строительство планируется начать в 2014 и закончить в 2017, к началу учебного года.
Кроме Медицинского Центра и будущего Технического кампуса, в Нью-Йорке находятся и местные офисы обслуживающих программ Корнелла. Городская программа научных кадров Корнелла поощряет студентов, работающих в коммунальных организациях города, занимающихся социальной работой с Нью-Йоркскими бедными семьями, трудными детьми, а также студентов-волонтёров. Колледж Социальной Экологии Корнелла, вместе с Сельскохозяйственно-естественно научным колледжем Корнелла предоставляют для студентов возможности работать в сфере садоводства или строительства вместе с Корнеллской службой распространения знаний. Студенты Школы Трудовых отношений при Корнеллском Университете занимаются анализом рынка труда для работодателей, профсоюзов, политиков и в интересах всего трудоспособного населения. Технический колледж, находящийся на Манхеттене, в Финансовом квартале города, занимается в том числе исследованием бизнес-решений, финансовых операций и вопросами логистики, что тоже имеет спрос в городе. У Колледжа Архитектуры, Искусства и Планирования на Манхэттенском Вест-Стрит, возле Юнион-сквер имеются собственные студии и залы, которые используются для лекций и семинаров.

### Кампус в Катаре
В Эдьюкейшн-сити, близ столицы Катара — города Дохи, находится филиал Медицинского Колледжа Вейл Корнелл, который был открыт в 2004 году, став первым американским медицинским учебным учреждением за пределами США. Этот колледж реализует программу расширения международного влияния университета, являясь совместной инициативой университета и правительства Катара, которое заинтересовано в улучшении качества образования и медицинского обслуживания в стране. Наряду с полным, четырёхлетним образованием, Колледж в Катаре предлагает также студенческую двухлетнюю программу интернатуры, введённую с сентября 2002 года и ставшую первым камнем в программе совместного обучения, в высшем образовании Катара.
Данное учебное заведение отчасти финансируется правительством Катара через Qatar Foundation, который инвестировал 750 млн. $ в его строительство. Благодаря этому ныне колледж располагается в двух объёмных двухэтажных зданиях, спроектированных Аратой Исодзаки. В 2004 году Qatar Foundation объявил о строительстве рядом с колледжем Специальной Учебной Больницы на 350 койко-мест. Её строительство в настоящий момент ведётся, и ввод в эксплуатацию планируется в ближайшие несколько лет.

### Другие объекты
Корнеллский университет владеет большим количеством объектов по всему миру. Одним из наиболее любопытных сооружений является Обсерватория Аресибо в Пуэрто-Рико. На сегодняшний день там находится крупнейшей в мире радиотелескоп, 23 сентября 2008 года этот объект включён в Национальный реестр исторических мест США.

## Студенческая жизнь

### Деятельность учащихся
На ноябрь 2012—2013 учебного года в Корнеллском университете было зарегистрировано 897 студенческих организаций. У них разные интересы и направления деятельности, есть любители экстремальных сплавов (каякинга), реконструкторы рыцарских турниров, разнообразные спортивные клубы, творческие, театральные труппы, политические дискуссионные клубы, самостоятельные студенческие газеты, организации шахматистов, любителей компьютерных игр и прочие клубы, объединения, кружки. Все они финансируются факультетами, студенческими организациями самоуправления, выпускниками, аспирантами и другими университетскими организациями с суммарным бюджетом в 3 млн. долларов США — ежегодно.
Корнеллский университет является вотчиной многих студенческих братств и сестринских обществ, всего в них состоит 33 % студентов мужского пола и 24 % студенток. Студенческое братство Альфа Фи Альфа (ΑΦΑ), созданное в 1906 году, стало первой созданной в университете «организацией греческих букв», к слову, изначально учреждённой как афроамериканское объединение.
Студенческие братства Корнелла занимаются общественными работами, популяризацией данного движения среди студентов и учащихся, а также жертвуют деньги на благотворительность. Однако деятельность их членов не всегда является исключительно гуманной, администрация ВУЗа неоднократно выражала недовольство деятельностью некоторых братств, чьи выходки порой приводили к судебным искам и исключению из университета. Чаще всего происходят инциденты, связанные с порчей имущества учебного заведения, дискриминацией при приёме в организацию, а также случаи дедовщины, в том числе ритуальной.
Случаи неправомерного поведения студентов, преподавателей и сотрудников рассматриваются Судебным администратором назначаемым Системой Правосудия Корнелла. Однако дела, когда студенты обвиняются за неуспеваемость или нарушение устава учебного учреждения, рассматриваются другой инстанцией, и для защиты своих прав студент имеет право на адвоката, который как правило назначается из числа студентов Корнеллской Юридической Школы. При рассмотрении дел в той и другой инстанции обвиняемые студенты имеют право не давать показаний против себя, что является очень важной особенностью системы правосудия данного учебного заведения.

### Газеты и радио
На территории Корнелла ведут вещание собственные радиостанции и издаются студенческие газеты, среди которых ярко выделяется The Cornell Daily Sun, являющаяся старейшей независимой студенческой газетой США. Среди прочих, на территории университета печатаются юмористические, новостные, и документальные издания. Особо хотелось бы выделить ежегодный журнал Cornellian, собственными силами издаваемый одноимённой студенческой организацией, в нём публикуются лучшие фотографии, статьи о студенческой жизни, отчёты со спортивных мероприятий, прошедшего года, а также традиционные портреты студентов выпускающихся в конце учебного года. Этот журнал имеет ряд наград в области журналистики, среди которых, например престижная Премия Бенджамина Франклина для печатных изданий, которую не удавалось больше получить ни одному студенческому изданию из Лиги Плюща.

### Жилищные условия
Жилые корпуса Университетского городка в Итаке разделены между тремя районами: Северным кампусом, Западным Кампусом и Колледжтауном. С 1997 года Западный кампус населяют в основном студенты, обучающиеся по обмену и старшекурсники, тогда как Северный кампус почти полностью отдан для нужд студентов первого курса. В Корнеллском университете 67 студенческих организаций греческих букв (братств и сестринств), 54 из них имеют свои резиденции на территории главного кампуса, всего, если брать общее число членов этих организаций, то приблизительно 42 % из них живут в этих резиденциях — домах братства, а это, ни много ни мало, примерно полторы тысячи студентов или 9 % от численности обучающихся по программе бакалавриата. Этот показатель мог бы быть ещё выше, но студентам-первокурсникам в течение первого семестра запрещают присоединяться к братствам.
На территории Кампуса в Итаке есть места проживания студентов, повышающих квалификацию, и аспирантов. Последним, в зависимости от их семейного положения порой даже предоставляется жильё, достаточное для молодой семьи. На территории кампуса есть и многоквартирные дома, особенно много их в Колледжтауне; в них желающие могут снимать или даже покупать апартаменты.
Система общественного питания Университета в 2008 году оценивалась как 11-я в рейтинге среди ВУЗов США. На территории университета находится около 30 точек общественного питания, разнообразие меню и качество блюд во многих из них не уступает ресторанному.
Некоторые жилища студентов

### Традиции Корнеллского университета
Корнеллский университет известен своей богатой культурой и обычаями.
Важной их составляющей являются праздники, как общеамериканские, так и местные, самобытные, среди которых наиболее широко отмечаемыми являются Slope Day (День Весны), отмечаемый в последний день учёбы весеннего семестра, и День Дракона, являющийся одной из старейших традиций ВУЗа, празднуемый ежегодно с 1901 года, как правило, одновременно с Днём Святого Патрика. Примерно за неделю до торжества студентами-архитекторами создаётся символический дракон, и в день праздника его сначала церемониально проносят по площади Центрального Кампуса, а затем сжигают вместе с прикреплёнными к нему язвительными записками.
Есть в данном заведении и своя мифология. Согласно одной из наиболее расхожих легенд, если девственница пройдёт по университетской Площади Искусств в полночь, то скульптуры Эзры Корнелла и Эндрю Уайта сойдут со своих постаментов и, встретившись в центре этой площади, обменяются рукопожатием, поздравляя друг друга с тем, что ещё не перевелись целомудренные студенты. Есть и другой, не менее популярный миф, согласно которому, если молодая пара пересечёт навесной мост в Итаке, рядом с Северным кампусом университета, и после его прохождения девушка откажется от поцелуя своего возлюбленного, то мост обрушится. Если же поцелуй состоится, то пару ждут долгие годы вместе.
В студенческом сообществе бытуют рассказы о некоторых розыгрышах, ставших легендарными. К двум таким относятся случаи, когда неизвестными шутниками на шпиль университетской башни МакГроу, высота которой составляет 52,7 м, в 1997 году была надета 27-килограммовая тыква, а в 2005 году на тот же шпиль оказался надет диско-шар. Наём специального крана для снятия этого шара обошёлся университету в $20 000. Поскольку к вершине этой башни нет ни лестниц, ни других возможностей для доступа, то, каким образом эти предметы были надеты на шпиль, остаётся загадкой по сей день.

## Известные учёные, учившиеся или работавшие в Корнелле

### Нобелевские лауреаты

#### По физике
Учились:
- Раби, Исидор Айзек
- Глэшоу, Шелдон Ли
- Вайнберг, Стивен
- Ошеров, Дуглас

Работали:
- Фейнман, Ричард Филлипс
- Бете, Ханс Альбрехт
- Альвен, Ханнес
- Шриффер, Джон Роберт
- Вильсон, Кеннет
- де Жен, Пьер Жиль
- Ли, Дэвид Моррис
- Ричардсон, Роберт Колман

#### По химии
Работали:
- Дебай, Петер Йозеф Вильгельм
- Самнер, Джеймс Бетчеллер
- дю Виньо, Винсент
- Эйген, Манфред
- Флори, Пол Джон
- Хофман, Роалд
- Таубе, Генри

#### По физиологии и медицине
Учились:
- Бидл, Джордж Уэлс
- Холли, Роберт
- Мак-Клинток, Барбара
- Шостак, Джек

Работали:
- Гассер, Герберт Спенсер
- Липман, Фриц Альберт
- Медавар, Питер Брайан
- Хартлайн, Холден Кеффер
- Корана, Хар Гобинд
- Ферчготт, Роберт
- Грингард, Пол

#### По экономике
Учились:
- Фогель, Роберт
- Роберт Энгл

Работали:
- Сен, Амартия

### Другие известные учёные
В Корнелле также обучались или работали известные физики Дайсон, Солпитер, Торн, математики Дынкин и Маклейн, химик Крафтс, астроном и популяризатор науки Карл Саган, инженер и изобретатель Уилсон Грэйтбатч, историк Уолтер Лафибер, зоолог Дональд Гриффин, невролог Джозеф Хаим Глобус и другие. Историк и литературовед Мозес Койт Тайлер, работая на историческом факультете университета, в 1881 году стал первым профессором американской истории в США.
В 1948—1959 гг. в Корнелле преподавал русскую и мировую литературу Владимир Набоков, здесь, в Итаке, был написан наиболее известный из его романов — «Лолита» (1955). Также в университете преподавал эмигрировавший из СССР в США русский писатель, драматург и философ Юрий Мамлеев. Почётным профессором физики является Юрий Фёдорович Орлов, работавший в университете с 1987 по 2015 год.
Первым гражданином Бутана, окончившем Корнеллский университет, стал Льендуп Дорджи (1935—2007).